# Complejo Deportivo Revolución Mexicana
El Complejo Deportivo Revolución Mexicana es un estadio de fútbol y complejo deportivo de la ciudad de Pachuca de Soto, Hidalgo, México. En este estadio el Club de Fútbol Pachuca, jugó de local de 1958 hasta 1993 cuando se trasladó al Estadio Hidalgo.

## Historia

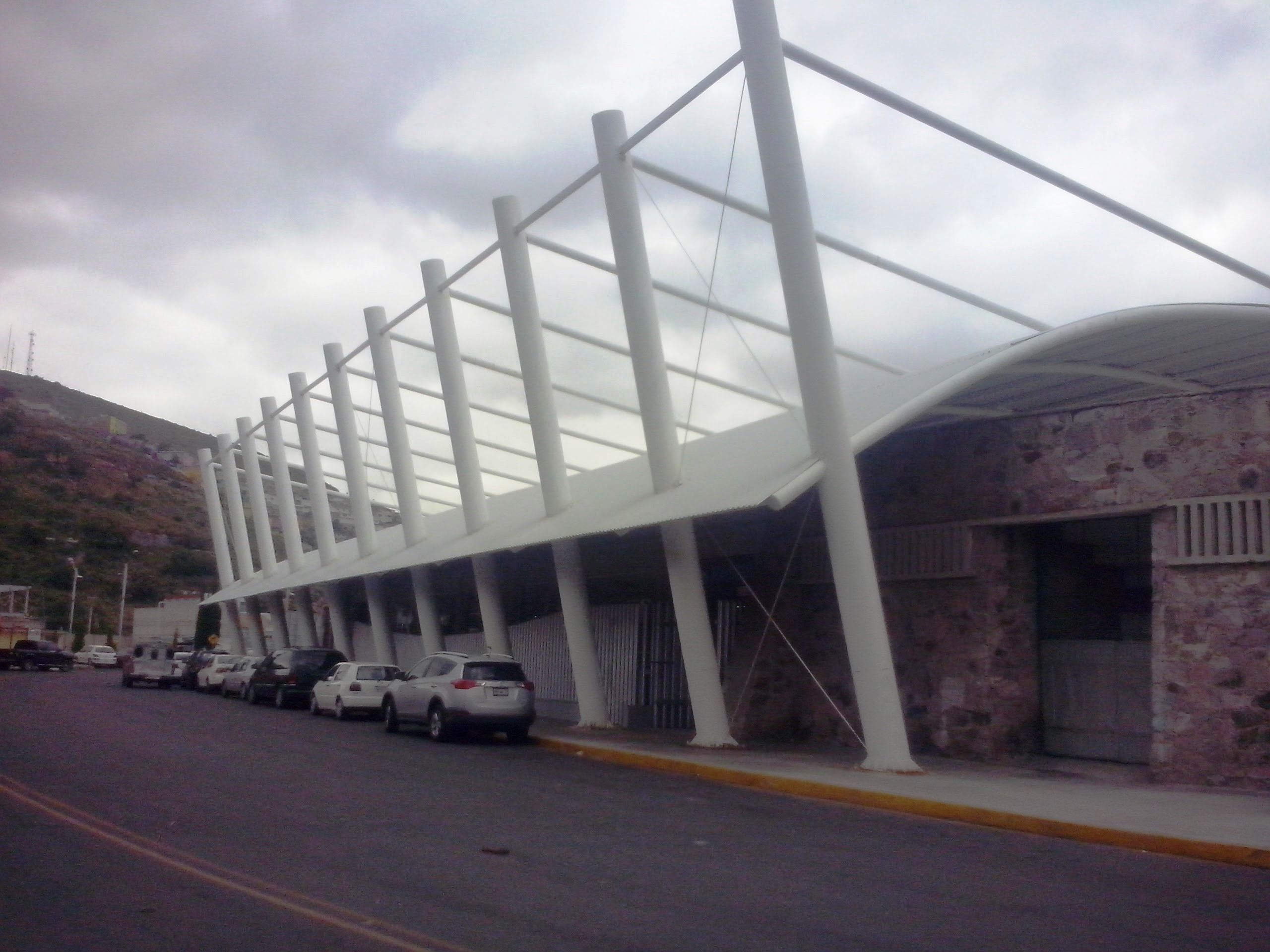
Entrada a las gradas.

Fue inaugurado el 14 de diciembre de 1958, con el nombre Estadio Revolución Mexicana, por el gobernador del estado de Hidalgo, Alfonso Corona del Rosal. Sirviendo como sede del Pachuca Club de Fútbol. Debido a la baja altura y a la reducida capacidad del estadio, los espectadores que no lograban ingresar, estacionaban autobuses en la periferia y se colocaban en los toldos para ver los juegos; otros tantos observaban los partidos desde el Cerro de Cubitos, ubicado frente al estadio.
El 5 de marzo de 1967, el Club de Fútbol Pachuca logró su primer ascenso a la Primera División de México en este estadio, en un partido disputado contra Ciudad Victoria. El 23 de junio de 1973, descienden a Segunda División nuevamente. El 13 de diciembre de 1980, Johnny Winter, realizó una gira por México, se presentó en Pachuca, en el Estadio Revolución; durante su actuación alguien del público le lanzó un objeto, generándole un disgusto que ocasionó que suspendiera su presentación.
El 14 de junio de 1992, el Pachuca Club de Fútbol, logró su segundo ascenso a la Primera División mexicana en este estadio, en un partido disputado contra el Club Atlético Zacatepec. El 14 de febrero de 1993, se inauguró el Estadio Hidalgo, y pasó a ser la casa del Pachuca Club de Fútbol.
En el año 2008 sufrió una remodelación, dividida en tres etapas. La primera  etapa con la construcción de una pista de atletismo de cuatro carriles, de material sintético. La segunda etapa, demolición parcial del muro de mampostería, construcción de reja perimetral, mamparas alusivas a la historia del estadio, pórtico de acceso, módulo de administración y sanitarios. La tercera etapa, trabajos de cubierta de gradas, módulo de ejercicio para diversas actividades, muro para actividades de senderismo y la explanada cubierta para actividades del exterior.
El 27 de marzo de 2011, finalizó la remodelación, y fue reinaugurado por el gobernador del estado de Hidalgo, Miguel Ángel Osorio Chong; con el nombre de Complejo Deportivo Revolución Mexicana. Con una inversión estimada de estimando promedio de 30 millones de pesos. En 2014 se colocó pasto sintético en la cancha de fútbol del complejo, cuyo costo ascendió a cinco millones de pesos. El estadio sirvió como sede del Club Universidad Autónoma de Hidalgo hasta la desaparición del equipo en 2017. El estadio también fue sede del Atlético Hidalgo, hasta la desaparición del equipo.

## Instalaciones

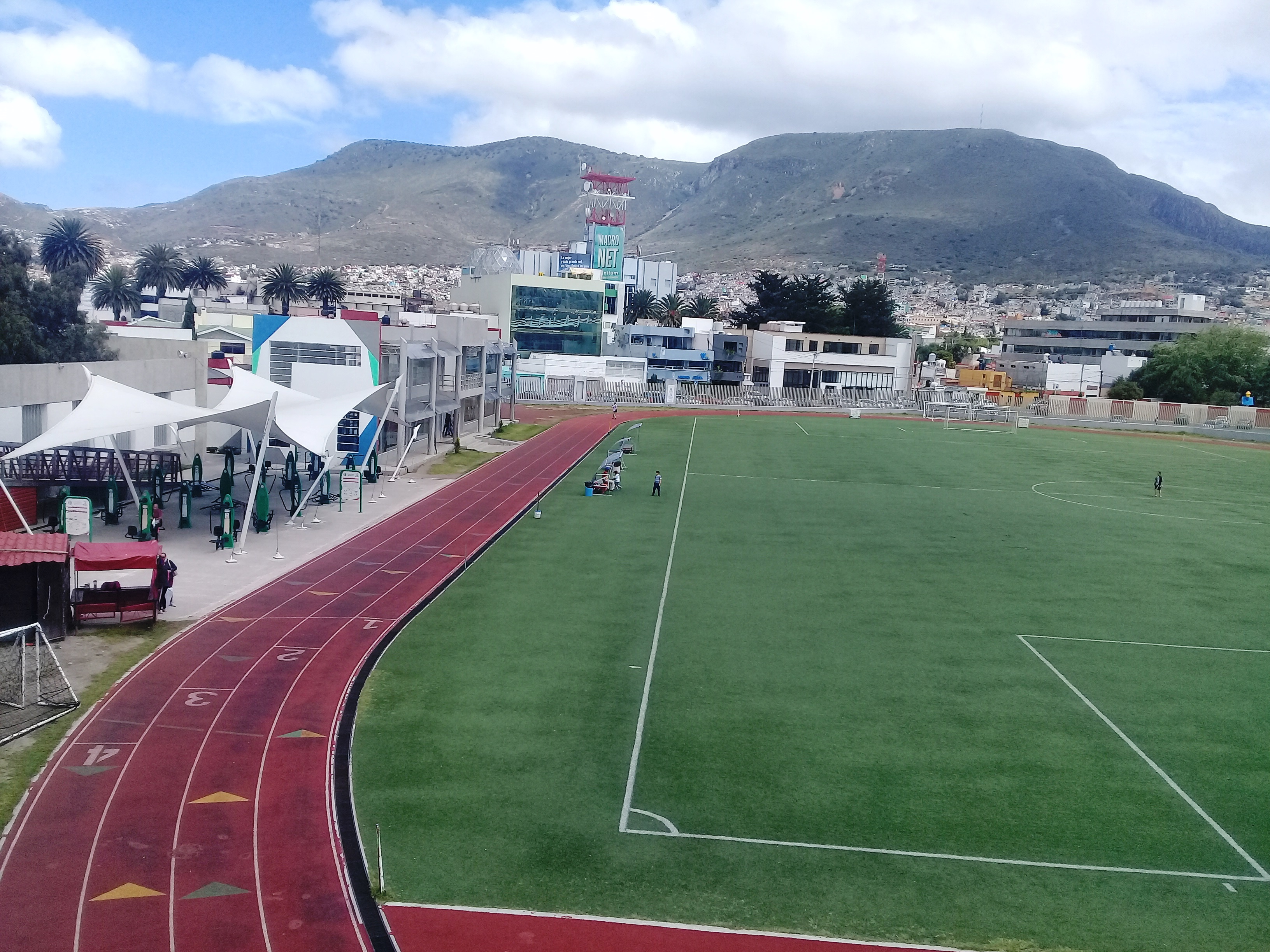
Gimnasio al aire libre.

El complejo deportivo cuenta con área de máquinas, gimnasio, gimnasio al aire libre con aparatos pro-articulados, pista de tartán, cancha de fútbol soccer de pasto sintético, préstamo de bicicletas y asesoría nutricional. Se ofrecen clases grupales de zumba; spinning; pilates; yoga; y fitness.